# José Maza Sancho
Doctor José María Maza Sancho (Valparaíso, 18 de enero de 1948) es un astrónomo chileno, Doctor en Astronomía, con mención en astrofísica. Sus estudios se centraron en el estudio de las supernovas, la ejecución de una búsqueda con prisma objetivo de objetos con líneas de emisión, energía oscura y cuásares, los cuales le llevaron a ser galardonado con el Premio Nacional de Ciencias Exactas en 1999. A partir 2017 adquirió fama con sus libros de divulgación científica y pódcast.

## Biografía

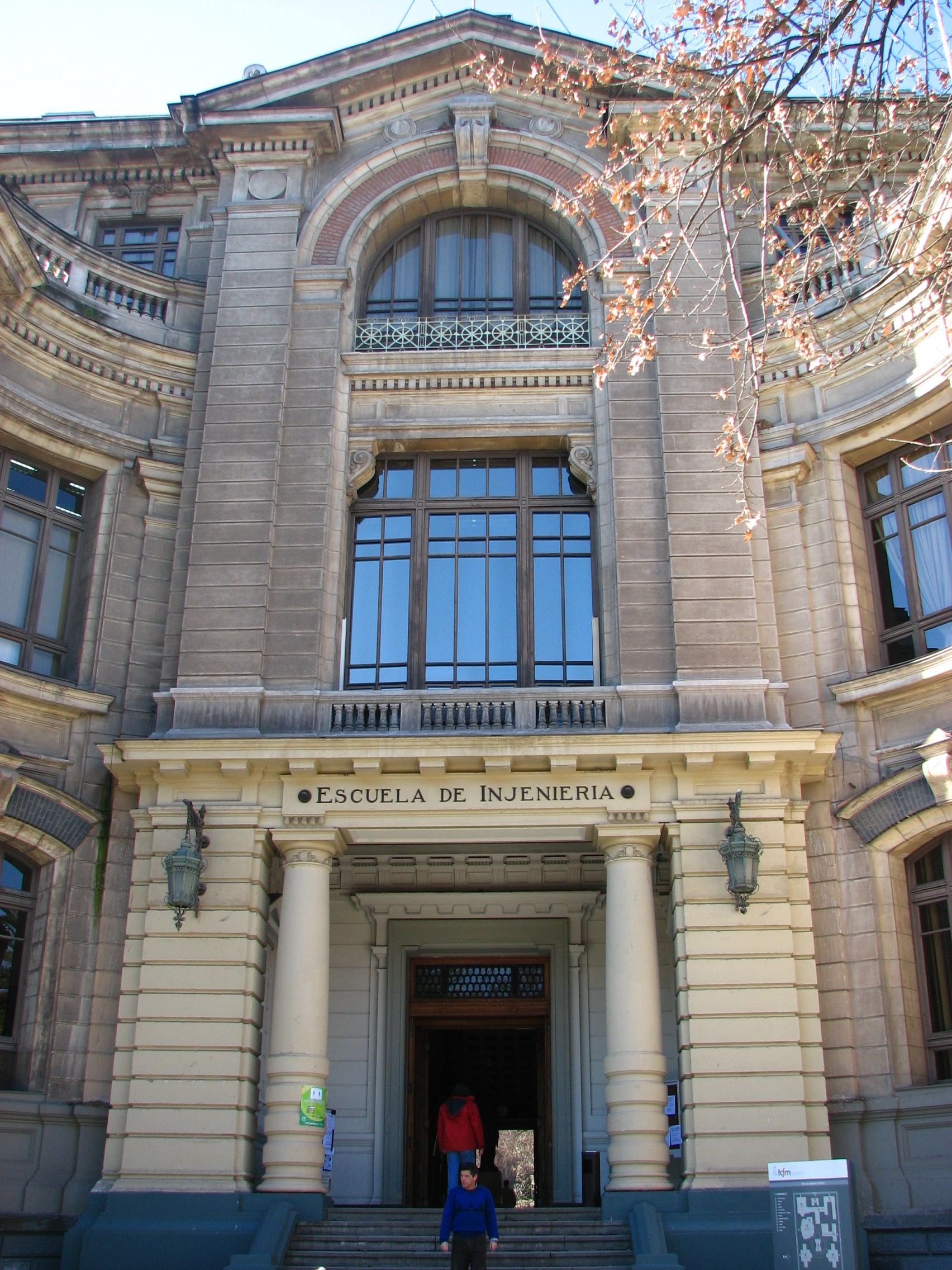
Escuela de Ingeniería y Ciencias de la Universidad de Chile.

Luego de terminar la enseñanza media en el Internado Nacional Barros Arana, ingresó en 1964 a la Universidad de Chile como estudiante de ingeniería y posteriormente realizó un magíster (1975) y doctorado (1979) en astronomía, ambos con mención en astrofísica, en la Universidad de Toronto.
Desde 1968 enseña en su alma mater, donde fue director del Departamento de Astronomía (1997-2000). Entre 1979 y 1984 el profesor Mario Hamuy encabezó  el proyecto de búsqueda de supernovas en cerro El Roble y donde Maza formó parte del proyecto Calán Tololo,  una iniciativa chileno-estadounidense que permitió el trabajo conjunto de la Universidad de Chile con el observatorio del cerro Tololo para rastrear este tipo de explosiones estelares.
El proyecto Calán Tololo «entregó a la astrofísica contemporánea herramientas de medición del universo muy precisas, las que años más tarde serían claves para que un grupo de astrónomos estadounidenses prosiguieran el estudio de supernovas, esta vez muy lejanas, hallando finalmente algo completamente inesperado: la “expansión acelerada” del Universo», hallazgo que «mereció el Premio Nobel de Física en 2011». Los galardonados con el Nobel, Brian Schmidt y Saul Perlmutter, reconocieron el aporte de  investigadores Asociados. Este esfuerzo científico fue reconocido por la Real Academia de Ciencias de Suecia el 4 de octubre a través su “scientific background” del Nobel de Física 2011, donde se indica que: “sus datos resultaron esenciales para demostrar que las supernovas tipo Ia eran útiles como patrones lumínicos”, como lo indica su página 11..
Aparte de ser profesor y miembro del CATA, el Doctor Maza es un divulgador que ha dado charlas astronómicas a jóvenes para fomentar su interés en la ciencia. De hecho, en 2018, el Dr. Maza reunió a más de seis mil personas en la Medialuna Monumental de Rancagua, en lo que se convirtió en la charla científica de mayor concurrencia en la historia de Chile, en una presentación sobre la colonización de Marte. El astrónomo Rafael Ferrando bautizó al asteroide 108113 como Maza, en honor al astrónomo chileno; en Antofagasta, una escuela lleva su nombre.
Respecto a la astrología, el premio nacional de Ciencias Exactas sostuvo que se rio durante horas cuando escuchó en la TV a una persona que aseguraba que no decía garabatos porque era de signo virgo. “Yo no digo garabatos porque calzo 42. Qué tendrá que ver que él naciera en unos meses y no en otros”, aseguró en el canal de El Periodista.
A partir de este 8 de abril, el Liceo Libertadores de Chile de la ciudad de Antofagasta pasó a llamarse Instituto Científico Educacional José Maza Sancho, en honor al astrónomo de la Universidad de Chile y Premio Nacional de Ciencias Exactas 1999.

## Premios

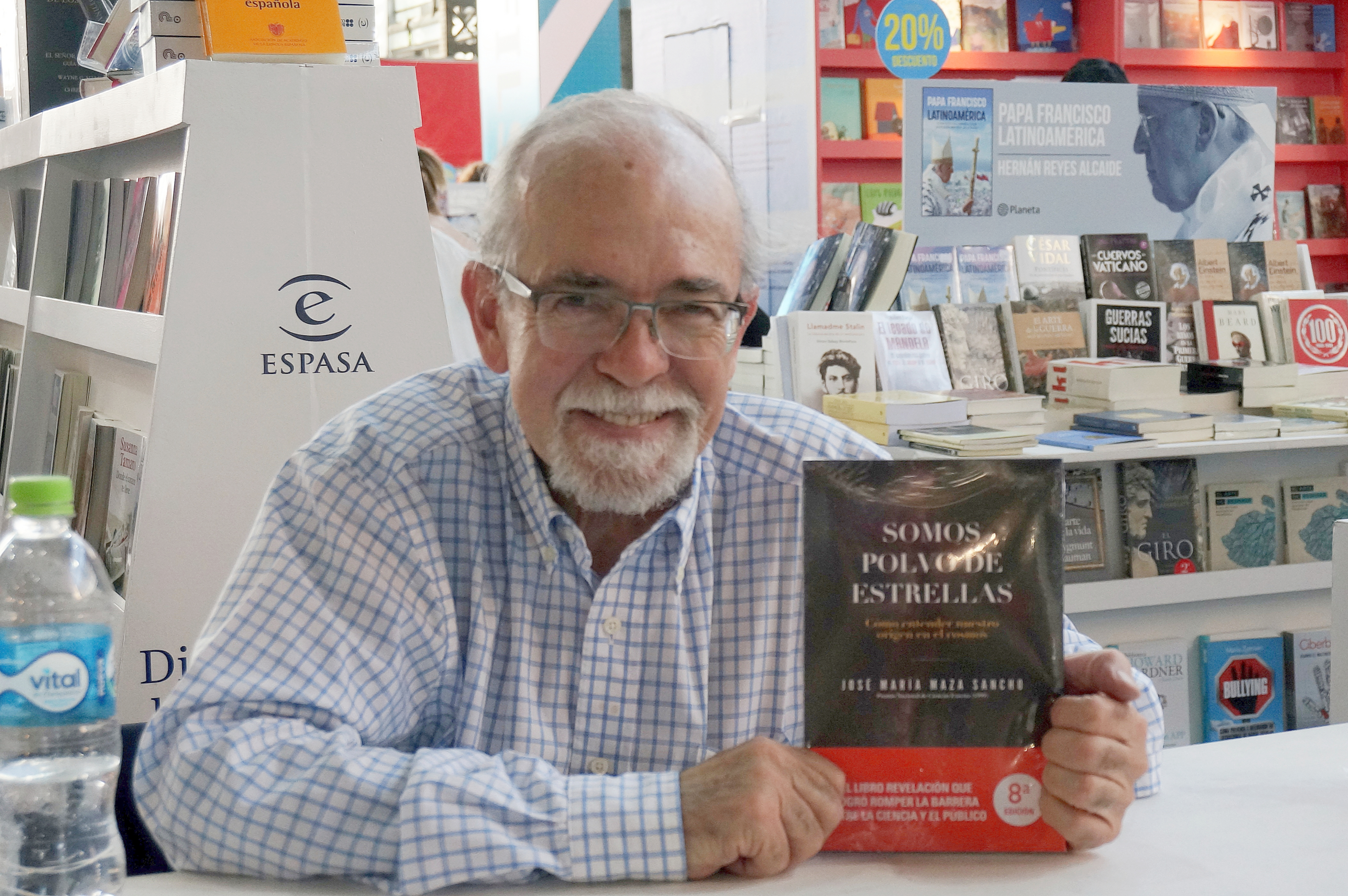
El Dr. Maza con su libro Somos polvo de estrellas.

- Medalla Rectoral 1996 (Universidad de Chile)
- Cátedra Presidencial en Ciencias (1995)
- Premio Nacional de Ciencias Exactas 1999
- Medalla Rectoral 1999 (Universidad de Chile)
- Miembro de Número de la Academia de Ciencias (2002)

## Libros publicados
- Supernovas, con Mario Hamuy; Ediciones B, Santiago, 2008.  ISBN 9563040414
- Astronomía contemporánea, Ediciones B, Santiago, 2009. ISBN 9563040708
- Somos polvo de estrellas, Editorial Planeta, Santiago, 2017. ISBN 9789563602449
- Marte: la próxima frontera, Planeta, Santiago, 2018. ISBN 9789563604771
- Eclipses, Planeta, Santiago, 2019. ISBN 9789563605822
- Bajo el manto de Urania. La historia de los pensadores que permitieron la gran revolución científica, Planeta, Santiago, 2020
- Dibujando el cosmos. Los orígenes de la ciencia, la astronomía y la medición del tiempo, Planeta, Santiago, 2021
- " Luna, El origen, la historia y los mitos que orbitan el satélite terrestre", Planeta, Santiago, 2023